# 善積京子
善積 京子（よしずみ きょうこ、1949年（昭和24年）8月1日 - ）は、日本の社会学者、博士（学術）（大阪市立大学・2002年）。追手門学院大学教授。

## 略歴
大阪府生まれ。1972年大阪市立大学家政学部社会福祉学卒業。1977年同大学院生活科学研究科博士課程満期退学。大手前女子短期大学専任講師、1986年助教授、1988年追手門学院大学文学部助教授、1994年教授、1995年人間学部教授、2006年社会学部教授。2002年「スウェーデンの家族変容と家族政策についての研究 養育訴訟における｢子どもの最善｣を焦点にして」で大阪市立大学より博士（学術）の学位を取得。『婚外子の社会学』で1993年度第13回山川菊栄賞受賞。

## 著書
- 『婚外子の社会学』世界思想社、1993
- 『<近代家族>を超える 非法律婚カップルの声』青木書店、1997
- 『離別と共同養育 スウェーデンの養育訴訟にみる「子どもの最善」』世界思想社、2013

### 共著編
- 『脱・結婚 女と男のしなやかな関係を求めて』共著 世界思想社、1985
- 『非婚を生きたい 婚外子の差別を問う』編 青木書店、1992
- 『シリーズ家族はいま… 1 結婚とパートナー関係 問い直される夫婦』編 ミネルヴァ書房、2000
- 『スウェーデンの家族とパートナー関係』編 青木書店、2004
- 『現代世界の結婚と家族』宮本みち子共編著 放送大学教育振興会、2008

## 参考サイト
- J-GLOBAL
- 追手門学院大学